# Lindernia aculeata
Lindernia aculeata é uma espécie botânica do gênero Lindernia pertencente à família Linderniaceae.